# Tetracianoetilén
A tetracianoetilén (TCNE) átlátszó, színes szerves vegyület, melyben az etilén négy hidrogénatomját cianocsoportok helyettesítik. A cianokarbon vegyületcsoport fontos képviselője.

## Előállítása és reakciói
Malonitril kálium-bromid jelenlétében történő brómozásával állítják elő, az így keletkező KBr-komplexét rézzel dehalogénezik.
Hidrogén-peroxiddal oxidálva a megfelelő, de szokatlan tulajdonságokkal rendelkező epoxid keletkezik.

## Redoxikémiája
Gyakran használt elektronakceptor. A cianocsoportnak alacsony energiaszintű π* pályája van, ezért a négy ilyen csoport jelenléte – melyekben a π-rendszer a központi C=C kettős kötéssel konjugálódik – kiváló akceptor tulajdonsággal ruházza fel a molekulát. Jodid sóval reagáltatva gyök anion keletkezik:
C2(CN)4  +  I−  →  [C2(CN)4]−  +  1/2 I2
Sík szerkezete és elektronakceptor tulajdonsága miatt számos szerves félvezető előállításához felhasználják, többnyire szerves elektrondonorok egyelektronos oxidálószereként. Az ilyen töltésátviteli sókat Bechgaard-sóknak is nevezik.

## Biztonsági tudnivalók
Párás levegőben hidrogén-cianid keletkezése közben hidrolizál.

## Fordítás
Ez a szócikk részben vagy egészben  a   Tetracyanoethylene című angol Wikipédia-szócikk ezen változatának fordításán alapul.  Az eredeti cikk szerkesztőit annak laptörténete sorolja fel. Ez a jelzés csupán a megfogalmazás eredetét és a szerzői jogokat jelzi, nem szolgál a cikkben szereplő információk forrásmegjelöléseként.